# ラーゼフォン
『ラーゼフォン』（Rahxephon）は、ラーゼフォン製作委員会とフジテレビの製作によるロボット・SF・ラブストーリーTVアニメ。全26話。2002年1月21日から2002年9月10日までフジテレビで放送された。
2003年には『ラーゼフォン 多元変奏曲』として劇場映画化されている（以下、劇場版と表記）。

## 概要
原作・監督は出渕裕。キャラクターデザインは山田章博。アニメーション制作はボンズ。主人公の少年が謎の少女の導きで神像型のロボットラーゼフォンと出会い、人類と侵略者MU（ムウ）との戦いに巻き込まれ、徐々に自分の望み・運命・使命に目覚めて世界を調律するまでを描く。監督の出渕は、放送前の雑誌『Newtype』のインタビューでこの作品が『勇者ライディーン』のオマージュである事を語った。各話は「楽章」と呼ばれ、「歌」に感応する主役ロボットのパイロットは「奏者」と呼ばれる。敵の巨大兵器の名も音楽用語が冠される。RahxephonのRah（ラー）は“太陽神”、Phon（フォン）がphoneから来た“声”もしくは“音”、間のXeは、『Xファイル』などのXで“未知”で、繋げて“神の未知なる声”とのこと。キャッチフレーズは「美と神秘に彩られた究極のSFロボットアニメ」。

## ストーリー
2013年2月、全世界は消滅し東京だけが奇跡的に生き残った。都内に住む人々はそう教えられ疑わずに暮らしていた。
2015年7月4日の朝、東京の高校生神名綾人（かみな あやと）は地下鉄で模試会場へ向かう途中、脱線事故に遭う。地上に出ると防衛軍と謎の戦闘機部隊（実は東京外部から飛来した地球連合軍）とが激しい戦闘を始めていた。綾人が避難先を探していると、同級生の美嶋玲香（みしま れいか）が現れる。一方東京の政府（MU東京総督府）のエージェントと外部から潜入した女性工作員紫東遙（しとう はるか）は、それぞれ綾人の身柄を確保しようと迫る。綾人は辛うじて両者から逃げきり、玲香の後を追って東京湾地下の世音神殿（ぜふぉんしんでん）にたどり着く。綾人は神殿の巨大な卵型の神体を見たとたん苦しみはじめ倒れてしまう。玲香は歌い始める。綾人は誰かの「目覚めて」という声を聞く。朦朧とした意識の中で綾人がその名をつぶやくと卵は割れ、中から有翼の神像ラーゼフォンが立ち上がった。
数日後、綾人はラーゼフォンに搭乗し、遙を抱えて次元跳躍して東京を脱出していた。綾人の母麻弥（まや）は動じずにいずれ戻ってくると達観し見送る。消失したと教えられてきた外の世界は存続していた。だがそこは12年も先の2027年11月だった。外から見た東京は直径160kmの巨大な球形の次元境界「TOKYO JUPITER」に覆われていた。綾人は戸惑いつつも遙とラーゼフォンと共に、遙が所属する組織TERRA（テラ）の本部へ向かう。

## 登場人物
劇場版、漫画版はそれぞれ独自設定となっており、TV版との連続性を持たない。ゲーム版はストーリーの分岐はあるが、基本設定はTV版と同じ。

### 主要人物
神名綾人（かみな あやと）
声 - 下野紘 / 大人：宮本充
本作の主人公。ラーゼフォンのパイロット「奏者（オリン）」。17歳。“東京”で平穏な日々を送っていたが、玲香との出会いを機にラーゼフォンへと導かれる。遙によれば「服のセンスはイマイチ」らしい。控えめだが、良くも悪くもほぼ現実主義である。絵画が趣味で、よくスケッチブックを持ち歩いており、物語開始以前からある少女の絵を描き続けている。腹部に赤いアザ (ゼフォンの刻印、「認識」を表す形) がある。
神名麻弥の子として育てられていたが、麻弥は先天的に子供を産めない体質であったため、遺伝子上の親は亘理士郎と如月久遠である。如月樹の双子の兄でもある。麻弥が早期に目を覚まし、17歳の奏者の資格を失ったため、代わりの奏者として生み出された。
中学時代に遙と恋仲だったが、MU大戦を境に離れ離れとなり、麻弥に記憶改竄された。当初は「年上には興味は無い」と主張し、遙の事も保護者・姉のような存在として見ていたが次第に異性として意識するようになり、後に中学時代の事を打ち明けられた際には当時を思い出せこそしなかったが「今の君が好きだから」と遙に告白し、改めて結ばれる。この頃には身長も遙を追い越していた。
当初は他人と距離を置くようにしていたが徐々にTERRAの面々と打ち解けていった。しかし自身の血が青いことを知り、苦悩と葛藤の末に自身の進むべき道を見出していく。最後は「大切な人（遙）を守る」ためにイシュトリと一体化。ヨロテオトル（神の心臓）へと至り、真聖ラーゼフォン（アヤトゼフォン）そのものと化す。調律すべき世界を賭けてクオンゼフォンと戦う中、異世界での久遠との対話を経て失った真実を取り戻し、遙と本当の意味で再会。クオンゼフォンを下し、自らの望む世界への調律を果たした。調律後の世界では考古学者になっており、遙と結婚して家庭を築いていた。その外見は綾人と樹の両方を受け継いでいる（声は樹役の宮本が担当している）。二人の間には女の子が生まれ、久遠と名付けられている（見た目も久遠そっくり）。
何度も精神制御や幻覚攻撃を受けるなど、肉体的にではなく精神的な危害を加えられることが多い。
劇場版
麻弥の実子であり、神名という姓の父親との間に生まれた子供となっている。ジュピター形成後も中学時代のことは忘れていない。TERRAでは彼女の生きている世界のためにラーゼフォンで戦う。終盤に血の変化によって記憶を失いかけ、失う前に調律しようと決意する。調律の結果「時の狭間の観測者」になる。遙には彼女の望みでもある「一緒に同じ時を過ごし結婚した過去」を与えようとするが、時間そのものではなく「記憶」として手渡す。60年後にふたたび遙の前に現れる。
漫画版
原作よりも不良少年であり、口も若干悪い。TV版と異なり、幼馴染とされる玲香と兄妹のように暮らしていたが、やがて遙の導きで外の世界に飛び出す。TERRAでは玲香を守るためにラーゼフォンで戦う。その正体は遺跡に残っていた太古のパイロットの遺体から作られたクローンであり、ラーゼフォンの奏者となるべく生み出された人造人間である。MUの施設には同じクローンが何体も存在しており、幼少期の記憶も全て作り物である。最後はアニメ版同様にヨロテオトルへ至り、真聖ラーゼフォンとなる。麻弥による「MUの世界」への調律を阻止するべく書き換えられた世界を呑み込み、真聖ラーゼフォン諸共消滅。その後は樹として生まれ変わった様子。
ゲーム版
ルート次第でTERRA側、MU側のどちらの派閥にも所属できるようになっている他、調律を拒んでバーベムに戦いを挑む事も可能。また、遙のみならず他の女性キャラと結ばれるルートも用意されている。一部エンディングではTV版エピローグ同様の大人の姿でも登場するが、声は下野が引き続き担当している。
紫東遙（しとう はるか）
声 - 久川綾 / （劇場版）少女時代：坂本真綾
本作のヒロイン。TERRA情報部第二諜報課所属の特務大尉。29歳。恵の姉。綾人を東京ジュピターから外の世界へと連れ出した。軍人としての高い能力、大人としての良識と包容力を併せ持つ一方、少女のような純粋な一面もあり、恵には「まだ女の子を卒業できてない」と言われる。エルフィとは良い飲み友達で、2人でよく焼肉に行く。
かつては美嶋遙（みしま はるか）として東京に住んでいた。綾人とは根来島で出会い、滞在中を毎日一緒に過ごすうちに親しくなった。後に彼の通う中学に転校し、恋仲になる。MU東京出現時は身重の母と親戚の家にいたが、父は行方不明となり、続くTOKYO JUPITER形成により綾人とも引き裂かれる。後に奈良県の大学に進学し樹と交際するが、綾人への思いを断てず別れ、またその頃には母が再婚し姓が変わった。その後、綾人との再会を目的にTERRAへ入り、恵を連れて根来島に移住。少女時代は髪は長かったが、現在は綾人と引き裂かれた当時を思い出さないために短くしている。
オーバーロード作戦の任務で宿願の再会を果たし、再度強く惹かれ愛し始める。しかし、職務上のことから一時裏切られたと感じた綾人から「あなたは……」と他人行儀に言われて、車中で泣き崩れる事もあった。後に綾人からも愛されるようになり、15年もの時を越えて結ばれる。
綾人が真聖ラーゼフォンとなって人間ではなくなった事で再び彼を失ったと絶望するが、恵の後押しを受けてエーリアルMk.IIbで綾人を追いかける。アヤトゼフォンがクオンゼフォンを攻撃しようとしたその瞬間に二体の間に入ったことでその直撃を受けるが、麻弥によって助けられ、異世界にて綾人と再会。調律後の世界にて再び根来島で綾人と出会い、後に彼と結婚した。エピローグでは綾人と初めて出会った時の様子が描かれ、物語は幕を閉じる。
TOKYO JUPITER内の時間が外のおよそ5分の1しか流れていないため、本来同年代であった綾人とは12年も歳が離れてしまっている。綾人が描き続けていた絵のモデルとなった少女の正体でもあり、玲香の姿はその当時の遙が反映されている。作中でも何度か少女時代の遙が描写される事はあったが、いずれも後姿か顔が見えないようになっており、最終楽章で初めて見せたその姿は玲香と同じであった（声と髪の色は遙）。
劇場版
一部のシーンではTV版のエピローグで描かれた少女時代の姿でも登場するが、TV版と異なり玲香役の坂本が声を担当している。母親の実家がある名古屋へ旅行に行く途中で、高速道路からジュピター現象を目撃する。基本的な流れはTV版と同様だが心も体も綾人と結ばれる。そして綾人とイシュトリによって現実を調律する際、時の狭間に残る事を希望するが綾人に「君には生きていて欲しい」と言われ、その代わりに希望する過去を問われる。「同じ空気を吸い、同じ大地を踏み、同じ時を過ごし、一緒に大人になりたかった」と伝える。ラーゼフォンから「綾人と恋に落ちた」時からの過去を改めて与えられ、彼と結婚して子供を、そして孫娘をもうけた。そして60年後、ふたたび現れた綾人と共に「どこかへ行ってしまった」。その際、孫娘は「時々、居なくなる」とぼやいているため、綾人は度々現れ、時の狭間で過ごしていると思われる。
漫画版
当初はクールな工作員として綾人と玲香を外の世界に連れ出すも、本性は綾人に「キャラ変わってる」と突っ込まれるほどドジでそそっかしく、今まで失敗した任務数知れずの情報部一のドジスパイとまで言われている。物語開始まで綾人とは何の接点も無く、親密な間柄にこそなれど恋仲にまではならなかった。しかし最終回ではラーゼフォンが消えた事で、転生の鎖から解放された玲香の生まれ変わりであった事が示唆されている。
ゲーム版
アニメ準拠ルートの個別エンディングでは原作アニメと同じ結末を迎える。一方、調律の行われない元のままの世界で改めて結ばれる結末もあり、綾人には「姉さん女房」と呼ばれる一幕も。
美嶋玲香（みしま れいか）
声 - 坂本真綾
陽炎のようにうつろう幻の少女。17歳で、綾人の同級生として現れる。全てを見通したかのように、綾人に手を貸し導く存在。序盤に死んだと見えたのも錯覚か、その後何度も綾人と久遠の前に出現している。謎が多く、人によって姿が見えたり見えなかったり、皆の記憶を操作して「最初からいた」あるいは「最初からいなかった」ことにすることができる。
正体はイシュトリ（ラーゼフォン・ベルゼフォンの心を具現化した存在）。彼らは奏者の望む姿で現れるため、綾人が心の奥底で思い続けていた遙の姿を取っていた（久遠の前には綾人の姿で現れた）。但し、黒髪の遙に対して玲香は茶髪であるなど、完全に外見を模している訳ではない。奏者とイシュトリが一体化することで、ラーゼフォンはヨロテオトル（神の心臓）へと至り、真の力を発揮する。一度は綾人に拒絶され人間のように不安を露にしたが、功刀の死を経て「大切な人を守る」と決意した綾人に受け入れられ、ヨロテオトルへと至った。
劇場版
綾人をラーゼフォンに導いたり、観測者となった綾人と共に現れ、遙へ過去を授ける事となる。また、エピローグでは綾人と遙の孫である「神名玲香（かみな れいか）」が登場。性格も明るい。
漫画版
綾人と兄妹同然に育った幼馴染の少女として登場。正体は15000年前、ラーゼフォンの操者となる筈だった巫女「イシュトリ」（人名でもある）。誰の愛も受けなかったため、心の底で生きる事への絶望や全てを無に返す欲望を抱き、ラーゼフォンの暴走を招く。その後、ラーゼフォンが転移した2000年前から現在に至るまで、「両親を失い、誰にも愛されず、利用され、17歳の誕生日に死ぬ」というオリジナルをトレースした人生を繰り返して来た。中盤から身体に異常を来し、終盤にはラーゼフォンの石化で一時は回復したかに思われたが、17歳の誕生日その日に綾人に「世界を守って」と伝えて息を引き取る。しかしその死によってラーゼフォンの中に心（イシュトリ）として戻り、綾人と共にヨロテオトルへと至る。戦いの後は魂がラーゼフォンから解き放たれ、過去の時間軸において遙として転生。同じく樹に転生していた綾人と結ばれた。
ゲーム版
ゲームシステム上、ラーゼフォンの能力を開放したり戦闘中に助言を送るなど、積極的に綾人に関わる。ルート次第ではヨロテオトルに至らず、美嶋玲香という一つの人格として綾人に協力する展開もある。バーベム傾向編で綾人がバーベムを倒した後は、調律せずに世界を存続させるため、卵に戻ったラーゼフォンとベルゼフォンを伴って別の時空へと旅立って行った。
如月久遠（きさらぎ くおん）
声 - 桑島法子
樹の妹として登場するピンクの髪の少女。表向きは2011年4月生まれ。体が弱く伏せりがちで毎日TERRA本部で健診を受け、ベスト型のライフモジュール（生命維持装置）に支えられている。腹部には「生命」を表す形状の青い痣がある。バイオリンやピアノを弾き、音にこめられた意思や感情、ドーレムやラーゼフォンの行動目的・意味をテレパシー的直観で理解して詩のように表現する、不思議ちゃん。口癖は「らら」。細い場所を歩くのが好き。綾人をオリンと呼びなつく。樹から溺愛され、功刀とも仲がいい。五味・四方田のアイドル。ドラマCDでは不思議ちゃんの部分が強調され、コメディリリーフ的な役も担っていた。
実は1989年に根来島の逆神隠しの祠で麻弥と共に発見されたムーリアンで、麻弥の姉。ゼフォンの本来の奏者であり、MUでの名前は「クオン・アル・パディス」。発見より長年眠り続け、遺伝子を提供するためだけに生かされていたが、亘理士郎からバーベムに引き渡された後に目覚め、樹と根来島に戻った。2027年までの38年間に6年分しか成長していない。樹と綾人の遺伝子上の母親。
9楽章以降イシュトリに導かれて徐々に覚醒、無くした記憶も取り戻していく。12楽章で奏者として自覚する。以後は体一つでテレポートしたり、イーゴリ公の『だったん人の踊り』のメロディーを口ずさむ事が多くなる。ドーレム経由で麻弥に呼ばれ（13楽章）、樹の元を離れる決心をし（16楽章）、綾人と東京に向かうが、すぐにイシュトリが卵のあるバーベム財団の島（カルン・ムティアナ島）へと連れ戻してしまう(17-18楽章)。調律開始直前に再び麻弥の元へ跳び、わずかな時間を妹と過ごした（24-25楽章）。最後は自身のゼフォンであるベルゼフォンのイシュトリと一体化し、もう1つの真聖ゼフォン（クオンゼフォン）となる。世界の調律を賭けてアヤトゼフォンと死闘を繰り広げる一方、異世界では久遠として綾人自身と対話し、やがて自身も一つの答えに辿り着く。調律後の世界では綾人と遙の娘として生まれた。最終楽章では綾人に対し母性ものぞかせる。
劇場版
TV版では、綾人の遺伝子上の母だったが、（麻弥が実母となったことから）「親戚」的なことも含め触れられていない。
クライマックスまで眠り続け、綾人のキスにより目覚めると共に覚醒、ベルゼフォンを起動、調律後は「ずっと守ってくれていた想い人」すなわち樹の下へ戻る。バーベムと樹の説明的長台詞によって分かりやすく整理された。
漫画版
あまり感情を表に出さず「らら」の口癖も無いなど、原作よりも大人びた印象であり、謎掛けのような言い回しを多用する。MU時代の記憶は失っておらず、MUの悲劇を繰り返さないためと麻弥の暴走を止めるために自ら如月家に来ていた。ベルゼフォンの奏者にはならず、最後はヴァーミリオンに搭乗し、ベルゼフォンの攻撃から身を挺してラーゼフォンを守って死亡した。
ゲーム版
調律後の世界では息子の綾人と樹、夫の亘理と家庭を築く結末などがある。バーベム傾向編では真聖に至らない元の姿のベルゼフォンに搭乗して綾人と対決するも、最終的には説得に応じて投降する。その場合はエンディングによっては一人の少女として新たな人生を歩むといった結末も用意されている。
紫東恵（しとう めぐみ）
声 - 川澄綾子
遙の妹で、2013年生まれの14歳。本来素直で活発な性格だが、母の再婚のショックから長らく登校拒否になり、姉の働くTERRAでオペレータのアルバイトをしていた。長らく研修生だったが16楽章で試験に合格し正規職員となった。立派な姉にコンプレックスを抱いている。ストーリー序盤では八雲を好きだったが、親友のキムと交際中と知り身を引く。その後綾人に気持ちが向かう中で思いやりと強さを学んでいく。守に綾人を傷つけるためだけに利用された折には、なぜ人を傷つけるのか、優しくできないのかと叱り成長を見せた。綾人が姉の長年の想い人だったことを知り、好きだったと伝えると同時に姉の応援に切り替えた。綾人と遙の前では表面上明るくその事を告白するが、直後に二人に見えない場所で泣き崩れ、六道に「若いのにかっこつけすぎだ」とたしなめられている。最終楽章では遙の背中を押し、世界の調律をキム、六道と共に見届けた。調律後の世界にて遙と電話で話しているシーンがあり、綾人の事は「お義兄さん」と呼んでいる事が分かる。愛称メグ。
企画段階では、遙の娘だった（歳の離れ具合はその設定の名残）。
劇場版
遙と父が違う姉妹であり恋描写もなくなったが、遙の旧姓が「美嶋」である事を明示した。
漫画版
綾人よりも玲香との絡みが多いが、外見は比較的アニメ版に近い。オペレーター見習いであり、登場当初は諜報員のような活動を行なっていた。
ゲーム版
EDによっては鳥飼の彼女だったり樹の彼女だったりする。ある意味可哀想な子である（※ルートによっては綾人とも結ばれ、彼の子供を産む）

### TERRA
如月樹（きさらぎ いつき）
声 - 宮本充 / 幼少：平松晶子
TERRAに所属する科学者。博士号を持ち、専門はネリヤ遺跡やオーパーツの研究。如月久遠の兄であり、ラーゼフォンの研究や、久遠の体調管理を行っている。普段は柔和な態度を崩さないが、時折その表情には深い絶望や嫉妬が浮かぶ。それを見抜いているのは、唯一、一色真のみである。
対外的には、久遠の兄と称しているが、実際は久遠を遺伝子上の母に持つ「子」であり、綾人の双子の弟。腹には綾人と全く同じアザがある。生まれて間もなく奏者（ラーゼフォンのパイロット）としての素質が調べられ、選ばれなかった樹はバーベム財団の施設へと移され、ランクBの奏者候補の一人として真やヘレナと共に育てられた。その為、「兄の代用品」としての自分に深くコンプレックスを抱いている（劇場版では、この関係性は省かれている）。同じく「代用品」である立場にあった真とは、苦悩と秘密を共有していた仲。
遙と同じ奈良県内の大学を卒業している。2人は学生時代には付き合っていたが、現在は別れている。今でも未練を残しており、助手の小夜子から好意を寄せられていても、それに答える気は全くない（それを知りつつ利用する一面も）。
表向きは、TERRA所属の科学者となっているが、実は真と同様に、バーベム財団から送り込まれた人間である。綾人や久遠の扱いについては、財団の方針に否定的だった。財団とTERRA内での、立場の微妙な狭間から、結果的に真を見捨てる形となってしまい、密かに苦悩していた。ギリギリまで周囲に自分の感情を抑制し続けたが、真の死を目の当たりにして遂に爆発させる。その死さえも「できそこない」の一言で切り捨てるヘレナ（＝バーベム）の冷酷さに激怒し、彼女を殺そうとするが、思いつめた小夜子によって、刺殺される。その後、異世界にて久遠にのみ「愛して欲しかった」という本音を吐露し、綾人と遙が再会すると同時に自身も久遠の前に現れ、彼女に受け入れられた。
劇場版
久遠の庇護者であり、彼女への愛情が深い。その為、バーベム卿の久遠への接し方に憎悪すら抱いている。
その愛ゆえに、綾人に「僕の代わりに久遠を助けるために」世界を調律してくれ、と哀願する。
劇場版では、久遠や綾人との関係性が省かれており、兄と呼ぶことも無い。更に、遙との大学時代の同級生・元恋人関係だったことも省かれており、彼女への「かつての想い」も省かれている。
漫画版
こちらも久遠や綾人との関係性は省かれているが、実は綾人の生まれ変わりであった事が示唆されている。最終回で遙と結婚した。
ゲーム版
アニメ準拠編でも死亡せず、調律の為に最後の戦いに向かった綾人を見送る。プレイヤー次第で、綾人と仲の良い兄弟になる世界に調律する事も可能。但し、バーベム傾向編ではTERRA本部の爆発に巻き込まれて（最初から覚悟の上だった）死亡してしまう。
キム・ホタル（金 湖月）
声 - 折笠富美子
恵の親友で、TERRAの正規オペレーター。オーストラリア国籍の韓国人。幼い頃に両親をMUのドーレムに殺され、かなり強い恨みを抱いている。そのため、ラーゼフォンに乗ることを拒んだ綾人を思い切り怒鳴りつけた。八雲と付き合っており、しかも甘い関係であった。物語終盤では八雲の子供を身篭ったが、覚醒した綾人の暴走により彼を失う。その後、綾人に向けて銃を乱射するがまったく通用せず、綾人がもはや人間ではなくなったことを示した。小説版「夢みる卵」では、八雲が着任した直後は彼を忌み嫌っており、ある事件をきっかけに打ち解けた事が語られる。
劇場版
八雲や功刀ら「六道学校」の一員として、記念写真の中にのみ登場。
漫画版
クールで感情を表に出さない性格。恵同様、出番は少なめであまり本編には関わらない。
ゲーム版
八雲と結婚する結末の他、八雲と別れて綾人と結ばれる結末もある。
八雲総一（やぐも そういち）
声 - 宮田幸季
TERRA副司令。階級は少佐。物腰が柔らく甘いマスクの好青年。一見頼りなさそうにも見えるが、功刀の信頼は絶大であり、外見に似合わぬ大胆な作戦行動で功刀の不在時にも遜色なくTERRAを指揮する。
功刀戦死後も司令としてリーリャ・リトヴァクから艦隊を指揮するが、MUの攻撃で致命傷を負い、綾人の暴走の巻き添えとなり死亡した。
14楽章で綾人の血液にMU-Phase（エム・ユー・フェイズ）反応が有った事実を本人に漏らしてしまい動揺させるが、人は人とのつながりの中で生き方を決め、血は関係ないのだと諭す。死後も異世界にて、自分も綾人と同じ境遇であったことを伝え、綾人が真実を取り戻す切っ掛けを与えた。
生まれながらの天才的頭脳の持ち主で幼少期からその才能を発揮していたが、それ故の孤独や苦悩も味わい続けており、功刀との出会いによって救いを見出して現在に至る。その昔、四方田も憧れていた伝説的なハッカー「ハーン」であったことを知る者は少ない（ハンドルネームの由来は八雲繋がりで小泉八雲から）。
劇場版
功刀作戦部長の補佐官を務めているが、あまり出番は無く「ダウンフォール作戦」発動後、結果を「見届けたかった」とつぶやいた後、真聖ラーゼフォンの広範囲にわたる攻撃を受け、戦死。
五味勝（ごみ まさる）
声 - 田坂秀樹
TERRAのオペレーター。堅物な性格で、常に本を読んでいる。四方田の事を煙たがっているが、共に行動する事が多い。久遠に好意を抱いている。四方田とのコンビは「ゴミヨモ」と呼ばれる事がある。
劇場版
「六道学校」の一員として記念写真の中にのみ登場。
漫画版
玲香の全快祝いパーティーのシーンにてモブキャラとして登場。
ゲーム版
エンディングによっては久遠に告白する結末もある。
四方田洋平（よもだ ようへい）
声 - 原沢勝広
TERRAのオペレーター。眼鏡にドレッドヘアーという風貌で、陽気な性格であるがオペレートの時は的確な指示を見せる。レゲエを好む。五味同様久遠に好意を抱いている。
劇場版
「六道学校」の一員として記念写真の中にしか登場しないが、眼鏡もドレッドヘアーもしていない。
漫画版
玲香の全快祝いパーティーのシーンにてモブキャラとして登場。
ゲーム版
五味同様、エンディング次第で久遠に告白する。
七森小夜子（ななもり さよこ）
声 - 田中敦子
樹の助手で研究員。遙とは大学時代からの友人。樹に好意を寄せており、樹に近づく女性を排除にかかる。そのため、元恋人・遙に対しても複雑な感情を持っている。樹にとって有利になると判断すれば、打算的な行動も厭わない。それゆえに一時期は一色真と関係を持っていた。打算と頭では割り切りつつも、彼女自身、密かにその逢瀬を愉しんでいたフシが見られる（第12楽章）など、感情面ではかなり引きずられており、樹への満たされない想いを一色で代用していた様子。この屈折して不安定な情緒は、家族からの愛情を受けられなかった過去（あるいはその被害妄想）に起因し、その隙をMUにも突かれることになった（第8楽章）。
実は、彼女もまたバーベムによって作られた「久遠の代用品」（バージョン7.34）であり、万が一の事態に備えて次世代の奏者を宿す母体として用意されていた存在だった。樹への執着や自身の過去は、全てその目的のためだけにバーベムによって予めプログラムされていたもの（一時期とはいえ、一色に惹かれたのも結局、彼が奏者の遺伝子を持つ者であったため）で、愛憎の末に樹を刺殺した後、その事実をヘレナ（バーベム）によって知らされ、絶望の中で自害する。
劇場版
「六道学校」の一員として記念写真の中にのみ登場。
漫画版
MUのスパイで、後半に綾人をTOKYO JUPITERへと連れ込んだ。その後は特に出番は無い。
ゲーム版
エンディングによっては樹と結婚する。但し、バーベム傾向編ではTERRAに残ったために最期は樹と共に爆発に巻き込まれて死亡する。
功刀仁（くぬぎ じん）
声 - 中田譲治
TERRAの司令官。冷静沈着な性格。冷徹な印象を感じさせる容姿だが、人望は厚い。樹曰く「とても人間的な人」。綾人に対しては何かときつくあたるシーンが多く見受けられるが、全て彼のことを思っての行動であり、最終的には食事の約束をするほどに打ち解けるが、それが叶う事は無かった。青い小鳥（ミチル）を飼っているが、これは娘の名でもある。小説『ラーゼフォン 夢見る卵』では八雲との出会いが描かれており、現在の八雲の人格形成におけるキーパーソンでもある。
第一次MU大戦時には九鬼正義の部下であったが、その時九鬼の命令で知らずとはいえ娘・美智瑠のいる仙台に戦術融合弾を使用。その結果、娘を殺めたことへの罪の意識を引きずっている。障壁消失後の戦闘で出現した九鬼のドーレムを迎撃するため、総員退避後のニライカナイに一人残り、基地もろとも九鬼と刺し違える形でこれを消滅させた。
劇場版
諜報担当の作戦部長。
最後まで生き残って原作での弐神(弐神が登場しない事もあり)の最後の役割を担当。予想外の調律を迎えた事に動揺したヘレナ（バーベム）を「我々も、（二つの世界の全面戦争を引き起こした）責任を取るべきだ」と射殺した。
漫画版
さほど重要な役割は果たしておらず、出番も少なめ。
ゲーム版
どのルートでも必ず死亡するが、エンディングによっては妻子と幸せな日々を送る世界へと調律する事が可能。
亘理士郎（わたり しろう）
声 - 内海賢二
TERRAの長官。前線は功刀以下の現場の指揮官にまかせ、連合との調整役に徹する。そのため海外との往復が多く、旅先の土産を配るのが半ば趣味（CDドラマでは、それが原因で大騒動となる）。右目に眼帯のような視力矯正装置を付けている。
元の苗字は「神名」で大学教授をやっており、六道翔吾と共にネリヤ神殿やベルゼフォンの黒い卵、逆神隠しによって現れたムーリアン少女達を発見した。久遠の出生届は彼が提出している。また後に久遠と黒い卵をバーベム卿に引渡した。樹・綾人の遺伝子上の父でもあり、麻弥と結婚しMU大戦直前頃まで綾人を育てていたが、過去の記憶を失った綾人に明かすことはなかった。普段は明るい人物だが、二人の息子への罪悪感は強く、旧友の六道には心情を吐露する。功刀からもよく心配されている。
真聖ラーゼフォンによるTERRA、MU双方の壊滅後はけじめを付けるためにバーベムの元へ向かおうとしたが、自らその役目を受け持った弐神（十文字）に止められる。最終楽章では樹と小夜子の亡骸の前で世界の調律を目の当たりにした。
劇場版
亘理としては登場せず、綾人誕生前に神名姓のまま財団の手によって殺害されている。
漫画版
玲香の全快祝いパーティーのシーンにてモブキャラとして登場。
ゲーム版
随所に現れる亘理に話しかけると土産を貰う事が出来、一度貰った土産はコレクションモードで閲覧可能。また、条件次第では綾人に自分が父である事を打ち明ける。バーベム傾向編では功刀、六道と共にTERRA本部を自爆させて死亡してしまう。
ハルカ
声 - 坂本真綾
綾人がTOKYO JUPITERから戻った際、TERRAの幹部候補生として現れた少女。階級は少尉。外見は玲香そのものだが、綾人とは初対面のように振る舞う。一色の秘書官として働く。
その正体は玲香（イシュトリ）本人であり、その場に居合わせた全員の精神を操作して自身をハルカ少尉として認識させていた。ダウンフォール作戦の際に時を同じくして綾人に拒絶されたため、リーリャ・リトヴァクからも姿を消す。一色は必死に名前を叫ぶも、八雲に「はるか」という名前の人間は最初から一人しかいなかったと返された。

### α小隊
エルフィ・ハディヤット
声 - 杉本ゆう
α小隊の隊長。地球連合のパイロット。インドネシア出身。コールサインは「ブンガ・マワール」（インドネシア語の "Bunga mawar" は薔薇の花の意）。オーバーロード作戦に参加した戦闘機パイロットで同作戦で唯一の生き残り。遙とはオーバーロード作戦以来親しくしているが、小夜子とはあまり親しくないようである。普段は任務遂行のみに徹する軍人らしい性格だが、酒癖が悪く酔うと「お姉さんにロックオン」を迫るなど一変して暴走する。一方で綾人が戦うことをあまり良く思っておらず、何とかやめさせようとする優しい一面もあったが、綾人がムーリアンだとわかってからは態度を一時豹変させ、綾人が東京へ逃げ帰る一因を作った。しかし遙が綾人に好意を抱いている理由を知った後は全面的に協力するなど、やはり根は優しい性格である。物語の途中でTERRAに配属され、「ヴァーミリオン」に乗り換える。
障壁消失後の戦闘でヴァーミリオンは大破するもののドーレム「オブリガート」を撃破するため引き続き晨星II型で出撃。覚醒した綾人の暴走の巻き添えを喰らい戦死。最終楽章では異世界にて綾人をムーリアンであるとしながらも、かけがえのない戦友だと思っている事を伝えた。
劇場版
TERRAの一兵士としてのみ登場。
漫画版
終盤に登場。ベルゼフォンにヴァーミリオンを破壊されるが、生存している。
ゲーム版
アニメ準拠編でも最期が若干変わっており、クオンゼフォンに撃墜されて戦死。それが綾人がヨロテオトルへ至る事を決意する最後の一押しとなった。バーベム傾向編ではα小隊共々生存する。
キャシー・マクマホン
声 - 荒木香恵
α小隊の隊員。コールサインは「じゃじゃホース」。階級は少尉。すぐにムキになり易い感情的な性格。エルフィの呼びかけでTERRAに参加。ロックンロールを好む。
障壁消失後は三輪が奏者となった「アレグレット」に敗れ、戦死する。その戦死の際の感情の高揚にヴァーミリオンが呼応、ドーレムの本性を現した。
漫画版
玲香の全快祝いパーティーのシーンにてモブキャラとして登場。
ドニー・ウォン
声 - 松本大
α小隊の隊員。コールサインは「東風」。階級は少尉。風水に通じている。エルフィの呼びかけでTERRAに参加。エルフィに好意を抱いている。小説によると中国語での名前は王銅春。
エルフィに好意を抱き、食事の約束を取り付けるが、その直後のドーレム「オブリガート」との戦闘で身体をコクピットごと両断され、α小隊最初の戦死者となった。
漫画版
玲香の全快祝いパーティーのシーンにてモブキャラとして登場。
ジャン・パトリック・シャプラン
声 - ふみおき
α小隊の隊員。コールサインは「マエストロ」。階級は大尉。ベテランの黒人。エルフィの呼びかけでTERRAに参加。過去のエルフィの教官だった。小説・ゲーム版によれば若い頃指揮者を目指しており、クラシックを好む。
障壁消失後の戦闘で被弾したエルフィを助けるために、機体を盾にし大破させる。その後脱出するが、メゾフォルテに捕まり脱出ポッドごと潰された。
なお、エルフィ以外のα小隊は、劇場版には登場しない。
漫画版
玲香の全快祝いパーティーのシーンに、彼らしき後姿のモブが登場するのみ。

### TOKYO JUPITER
朝比奈浩子（あさひな ひろこ）
声 - かかずゆみ
綾人の高校のクラスメイトであり、小学校からの幼馴染。
鳥飼とは恋人同士であるが、本当は綾人のことが好き。鳥飼と綾人のどちらと先に出会ったか忘れている。わざと他の者より洗脳が弱くされているようであり、周りの人間の異変に気づき、他の住民には見えないドーレム「メトロノーム」が見えている。
1楽章初登場時の血色は赤かったが17楽章再登場時にはムーリアン化や記憶忘却が始まっており、恐れと不安を抱えていた。18楽章で撃たれた折に青い血を流すが認めることができず、綾人を頼り東京外へと脱出する。19楽章で綾人との逃亡生活中に再度血色の変化を自覚するが、綾人へ言い出すことができなかった。ドーレム「ヴィブラート」を迎え撃つ綾人を見送るが「ヴィブラート」は浩子と同調しており、ヴィブラートが倒されると同時に絶命した。
中学時代は遙と同じクラスで、仲も良かった。些細なすれ違いから関係がギクシャクしていた綾人と遙の間を取り持った事もあるが、同時に自分も綾人が好きだった事に気付き、失恋を経験している。
綾人自身が忘れていた「美嶋」を覚えていた事から洗脳が弱くされていたことが推測される。
劇場版
準ヒロイン。綾人が遙と結ばれた際にはショックのあまりに涙を流し、その悲しみを忘れたいがために鳥飼と付き合っていたようである。
漫画版
綾人の彼女となっている。綾人とは高校受験の日に初めて会った。お互いの第一印象は最悪で、その場で雪合戦で喧嘩し、以降も会う度にいがみ合い続けたが、いつしか惹かれ合うようになっていた。TERRAの工作部隊がTOKYO JUPITERの市民を脱出させた際、そのうちの一人として脱出艇でニライカナイに辿り着く。しかし既にムーリアンとして覚醒しており、ドーレムを駆って綾人を東京に連れ帰ろうとした。最後は嫉妬心から玲香に重傷を負わせたことでラーゼフォンの暴走を招き、その爪に切り裂かれて死亡した。
ゲーム版
ルートによっては無事にTOKYO JUPITERから連れ出す展開もある。
鳥飼守（とりがい まもる）
声 - 野島裕史
綾人がTOKYO JUPITERにいた時の同級生。よく軽口を叩き、浩子に突っ込まれているため、軽薄な印象を受ける。
綾人とは気軽に話せる友人関係を築いていたが、その正体は生粋のムーリアン「シノン・ベル・バラム」。綾人の監視者（ウォッチャー）として、彼の近くにいるために浩子と付き合うが、付き合ううちに本当に彼女を愛するようになった。
浩子の死をきっかけに綾人に嫉妬を含めた逆恨み的感情を抱き、TERRAの監視から逃げてきたように装って六道家に転がり込む。本性を偽って恵に接近する一方で、ドーレム「オブリガート」を操って綾人の眼前でドニーを惨殺、ラーゼフォンに挑む。障壁消失後はMU軍の主将として大暴れするが覚醒した真聖ラーゼフォンにはまったく歯が立たず、一撃で「オブリガート」ごと粉砕される。死の間際、彼の脳裏を掠めたのは浩子の笑顔だった。
エピローグにて映る同窓会の招待状から、調律後の世界では浩子と結婚したことが分かる。
なお、浩子と守は劇場版でもほぼ同じ役割で登場、ほぼ同じ最期を遂げている。
漫画版
序盤に登場して以降、姿を見せなかった。
ゲーム版
アニメ準拠ルートでは最期がアニメと異なり、障壁消失直後の戦いで綾人に敗れて死亡する。ルートによっては綾人と和解することも可能。
神名麻弥（かみな まや）
声 - 橋本一子
綾人の母（TV版では義母、劇場版では実母）。研究熱心なために家を空けがちで、そのことを内心で詫びている。
実はMUの女王（総督）であり、奏者を育て導くコンダクター（指揮者）としての使命を担う。実は、逆神隠しによって現れた少女の一人で、一時的だが六道の養女として育てられていたが、六道の下から姿を消す。
奏者の資格をもっていたが、成長したため資格を失う（映画版では、覚醒したときすでに綾人を妊娠していたため資格が綾人に移る）。綾人を奏者とすることに執着し、綾人をバーベムから守るためにTOKYO JUPITER事件を引き起こした。本名は「マヤウェル・アル・パディス」。
最終決戦にて、綾人と久遠の覚醒によってコンダクターの使命を終え、虚無感に苛まれている中、二体の真聖ラーゼフォンの戦いに遙と共に巻き込まれる。その後、異世界にて助けた遙に綾人への母としての感情と、その綾人を奪った遙への嫉妬を打ち明けながらも綾人の「親離れ」を認識し、「息子を頼みます」と告げて二人の関係を認め、世界から「退場」した。
劇場版
綾人の実母で、かつて神名という男性と交際していたが、バーベム卿の手によって引き裂かれる。しかし、すでに妊娠しており綾人を身篭っていた。その為、奏者の資格が綾人に移った事から、自身は奏者を育て導くコンダクター（指揮者）としての使命を担う。以降の立場・行動はTV版と同様。
養父である六道には、子供（綾人）を産む決意を伝えていた。「愛した記憶は失っても、愛した事実は消えない」と。
その後、六道の手引きでバーベム卿から逃れるが、恋人・神名が殺されたため、東京へ避難。TOKYO JUPITERを引き起こす。
漫画版
バーベムが登場しないため、諸悪の根源として登場する。TV版に比べて若々しく描かれている他、感情を顕にすることが多い。ラーゼフォンの暴走で飛ばされたこの世界で迫害を受けてきたため、現在の人間の世界に激しい憎悪を抱いている。その身体には生々しい傷跡が多数刻まれている。調律によって現在の世界を自分が本来居るべきMUの世界に書き換える事を目的とし、その為には手段を選ばない。最終決戦にてベルゼフォンに搭乗し、綾人と対決。一時はその圧倒的な力でラーゼフォンを追い詰めるも、真聖ラーゼフォンの前には敵わず、さらに結果的に自分の手で殺めた久遠の言葉を受け、戦意を喪失。MUの世界共々消滅した。
ゲーム版
エンディング次第ではMUの世界を作り上げたり、六道、綾人と親子三世代で暮らす結末などがある。バーベム傾向編ではTERRA本部の爆発に巻き込まれ、綾人に母としての言葉を残して死亡する。
九鬼正義（くき まさよし）
声 - 大塚芳忠
TOKYO JUPITER内のMU総督府の防衛指揮を執る責任者で、階級は一佐。嘗ては国防部所属の自衛官であったが、MU大戦前より麻弥の計画に賛同し、人類を裏切ってMUに寝返る。麻弥には絶対服従の様子。功刀に戦術融合弾の使用を命じた張本人であり、浅からぬ因縁がある。最大級のドーレム「ラルゴ」で出撃し、ニライカナイを襲撃するも、功刀の策にはまり死亡。
劇場版
劇場版では、MU軍を指揮する軍人というよりラーゼフォンシステムを管理してる技官的に登場しただけで、出撃することは無かった。
三輪忍（みわ しのぶ）
声 - 浅川悠
TOKYO JUPITER内のMU総督府の副司令官で階級は一尉。状況や戦場に応じてドーレムに指示を出すことが出来る存在。MU大戦以前は九鬼同様に国防部所属の自衛官であり、功刀とは同期の仲だった。MUによる楽園の創造を目指す理想家だが、それはかつて想いを寄せていた功刀の影響が大きい。
障壁消失後はMUのやり方に疑問を抱き始めたが、麻弥にとってはもはや用済み扱いでドーレム「アレグレット」の奏者と同調させられて連合と戦う。最期はキャシーを殺害した事で激昂したエルフィに倒され、「素晴らしい理想郷」の幻を見ながら死亡した。公式ガイドブックでは父親からの手紙が来ていた模様。小説版「夢みる卵」では自衛官時代のエピソードが描かれる。
劇場版
ラーゼフォンシステムのオペレーター的に登場したのみ。
ゲーム版
ゲーム版ではルート次第で九鬼と交際中である事が確認できる。ただし、限定版付属のブックレットによると、これはアニメと異なるゲーム独自設定であり、本来の設定では九鬼の事は軽蔑すらしていた。

### バーベム財団
一色真（いっしき まこと）
声 - 関俊彦 / 幼少：朴璐美
地球連合監察官で20話以降はTERRA臨時司令。バーベム財団から送り込まれた人間で、エリート意識が強く高慢な物言いをする。そのため、周囲からは「白ヘビ」と揶揄されていた。現在では性格は歪んでいるが、本来はとても優しい性格である。また、ドラマCDではバレンタインデーにチョコレートを欲しがるコミカルな一面を見せている。
樹、ヘレナと共に奏者候補として育てられたが、2人よりもランクが低い奏者(ランクD)であることがトラウマ、特に「D」という言葉に強い拒絶反応を示す。ランクDは量産型（デザイナーズチルドレン）の意。であり、15話「子供たちの夜」で登場した「先生」やシュバルツァーのパイロットは、全て彼と同じ顔をしている。その中でも、彼は寿命が延びた最新型のバージョン "3.20" で、幼少の頃に知らぬまま実験用ドーレム（15話）と同調し、奏者としての資質の片鱗を見せる。自分の素顔を晒すことも許されていない、その他大勢のDシリーズ達の中で唯一、固有名を与えられ英才教育を受けた彼は、確かに「選ばれた種」（15話より）であったはずだった。
結局、奏者にはなり得ず、それ以降は、常に自分の存在価値と意味を模索して生きてきた。事あるごとに神名綾人に対して苛立ち威圧高に詰るのは、つまるところ奏者としての価値を無くした自らの、劣等感の裏返しに過ぎない。また、樹の幼馴染として、彼の苦悩も充分熟知しているために、なおさら、その存在が許せず、嫌悪感に拍車をかけた様子。
その後、神名綾人逃亡の責任追及から功刀仁を更迭し、TERRA臨時司令となり、全精力を賭けTOKYO JUPITERを消滅させる「ダウンフォール作戦」を実行。TOKYO JUPITER自体は消滅したものの、それによってMUの戦力が世界に拡散する (この時世界中の上空にヒラニプラが現れる描写がなされた) という事態を招き、結果的にダウンフォール作戦は失敗に終わる。この作戦は敢えてそうなるように周囲（イシュトリの精神操作、および八雲達の情報隠蔽、そして障壁消滅のための捨石にするというバーベムの目論見）によってあらかじめ仕組まれていたものだった。そして最初で最後の作戦名もまた「D」作戦だった。
ダウンフォール作戦失敗が原因でTERRA臨時司令の任を解かれた後、唯一心を開いていた樹に裏切られた（と真は解釈している）上に財団からも見捨てられたことから、遂に精神の均衡を崩す。解任後は艦艇に監禁されていたが、25話で連行しに来た兵士達を殺害し脱走、さらにシュバルツァーのパイロットの生き残り3名と執事およびバーベム卿を射殺（この時既にバーベム卿の魂はヘレナの体に移っていたため、肉体のみで実際には殺せていないが）するも、直後に侍女のライラと相討ちとなり、凄惨な最期を迎えた。
劇場版
「功を焦り功刀に対抗意識を燃やす戦術部長」として数シーン登場したのみであった。
ゲーム版
アニメ準拠編ではリーリャ・リトヴァク艦内でヘレナに射殺されるが、エンディングによっては本来の優しい人物として家族と幸せに暮らす世界に調律出来る。バーベム傾向編では最期まで憎まれ役のまま、TERRA本部の爆発に巻き込まれて死亡する。
ヘレナ・バーベム
声 - 兵藤まこ
エルンスト・フォン・バーベムの秘書的な存在で、よく彼のそばにいる。
かつて樹や真とともにランクBの奏者候補として育てられていた。バーベム卿に狂信的な愛情に近い忠誠心を持っており、最後は彼に自身の肉体を精神の器として差し出す。
当初は白いブラウスに黒いスカートという服装だったが、バーベム卿が彼女の肉体に乗り移ってからはブラウスの色が白から黒に変わった。
漫画版
玲香の全快祝いパーティーのシーンにてモブキャラとして登場。
ゲーム版
ルートによってはバーベムを裏切って綾人側に付くこともあり、出渕は限定版のブックレットにてこの展開に驚いた旨を語っている。
エルンスト・フォン・バーベム
声 - 家弓家正
TERRAを財政面、技術面で支援するバーベム財団の当主で、世界を裏から牛耳っている。一万年以上も生きていると噂されており、また何代も前から外見が変わっていないため「メトセラ」や「ノスフェラトゥ」（吸血鬼の総称で、ここでは「不死」の意）などの呼び名を持つ。
正体はラーゼフォンシステムの開発者であり、麻弥や久遠からは「ナーカルの兄弟」と呼ばれるMU世界を追放された生粋のムーリアン。自らを「創造主」とまで誇称する。外見が何代も前から変わらなかったのは、何万年も前から自分の意識をクローンに移し変えて生きてきたためである。ラーゼフォンの覚醒、そしてラーゼフォンによる世界の調律にのみ興味があり、奏者候補を生み出すなど長年にわたって準備を整えてきた。
物語後半で自分の肉体を捨て、ヘレナの肉体に精神を移す。彼の計画が最終段階を迎え、ラーゼフォンシステムが世界を調律する瞬間を目の当たりにし歓喜するが、その直後に歓喜の中で弐神＝十文字によって射殺された。
劇場版
かつて調律に失敗してMU世界を破滅させたことに何の反省もなくまた自分勝手な調律を行わせようとし、そして綾人の父を殺害させた「諸悪の根源」扱いで、己の意に反する予想外の調律に動揺した所を功刀によって射殺される。
TV版では、自身の作り上げた「ラーゼフォンシステム」の調律結果は、どのようなものであれ喜ばしいことと述べていたが、劇場版では「ムー世界への調律」を望んでいた。
ゲーム版
バーベム傾向編では最後は自らドーレムを駆り、ラストボスとして綾人と戦う。

### その他
六道翔吾（りくどう しょうご）
声 - 大塚周夫
引退した考古学者で、かつて亘理と共に発掘調査でネリヤ遺跡を発見、また逆神隠しの祠から現われた2名のムーリアン少女も発見した。亘理同様現在の状況の発端と行く末の秘密を多く熟知しているが、自分からは多くを語らない。亘理のことは旧姓の「神名」と呼ぶ。
1989年から1996年頃まで麻弥を養女として引き取り育てた。2022年に姪の遙と恵を預かる。2027年に迎えた綾人にも「親戚の家に遊びに来たと思え」と終始優しく接した。TV版・劇場版ともに綾人とは、義理の祖父・孫の関係になるが、本人には明かすことはなかった。
第11話で綾人がドーレムの作った仮想世界の東京に囚われた折、その世界のテレビアナウンサーの姿で綾人に語りかける（現実の六道に自覚はない）。
劇場版
かつて「六道学校」を主催し、功刀・八雲はその門下生という設定が加わった。
ゲーム版
展開によっては綾人に自身との関係を打ち明ける。バーベム傾向編ではTERRA本部を自爆させて死亡する。
弐神譲二（ふたがみ じょうじ）/ 十文字猛（じゅうもんじ たける）
声 - 堀勝之祐
天戸通信社の記者としてTERRAを取材するためニライカナイに来島。作品の狂言廻しの役割を担い、遙に様々な情報を取引と称して教える。
前者は偽名であり、後者が本名。正体は連合統括部六課・通称「戦略諜報課」の中佐であり、自身を猟犬と言い表す。物語の終盤でラーゼフォンシステムが世界を調律する光に歓喜するバーベム卿に、引導を渡した。
本作の世界設定や裏設定は、主に彼の長ゼリフによってのみ説明される。
映画版には登場しない。
漫画版
玲香の全快祝いパーティーのシーンにてモブキャラとして登場。
ブチ
遙がTOKYO JUPITERを脱出した際、三浦半島の廃墟で拾った二毛猫。リーリャ・リトヴァクで一度はぐれるも久遠に拾われ、トランクに服と一緒に入れられて綾人に渡された。そのまま六道家のペットとなる。調律後の世界ではブチによく似たぬいぐるみが久遠の玩具になっている。
名前の由来は監督・出渕裕の姓（いづぶち）に因むものとされている。

## 登場ロボット・兵器・組織など
MU（ムウ）
本来は別の次元に住む人類およびその国。住民ムーリアンは人間に酷似しているが血の色は青い。人類とは異なる文化・文明体系で、空中に浮かぶ都市、強大な兵器ドーレム、地球人の精神支配や身体乗っ取り、変性、次元障壁などの進んだ技術・能力を持つ。2012年12月に東京上空に空中都市で現れ、その技術により行政組織を密かに乗っ取り、ドーレムによって圧倒的な戦力を示し、TOKYO JUPITERを生成して物理的に占拠した。
第一次MU大戦
物語世界で以前に起きたMUと人類間の最初の戦争。単にMU大戦とも。2012年12月28日未明、突然東京上空に謎の空中都市群が現れ、彼らはMUと名乗った。同時にドーレムも日本各地の空に出現した。翌2013年1月4日、当事日本の国防部に所属していた九鬼正義（ムーリアンとなっていた）は部下功刀に命じて、日本が公に保有していないはずの戦術融合弾で仙台のドーレムを先制攻撃する。この事実はなぜか公にはアメリカによるものとして報道された。これを契機にMUは大反撃を始め、世界各地の都市がドーレムの攻撃で壊滅した。続く2月にMUは羽田沖を中心とした直径160kmを球形の次元障壁で覆いつくし世界から隔絶した。なお首都を失った日本の国は解体され、新たな全世界組織「地球連合」統治下となった。
TOKYO JUPITER（トーキョー ジュピター）
核攻撃を受けたMUが東京を覆い隠すために作り出した超巨大ドーム。MU側での呼称は「フン・ラカン・トゥクール」。絶対障壁と呼ばれる破壊不可能な壁で覆われ、2300万人が閉じ込められている。外部からは木星に似た表面模様が見えるが、内部から壁は視認できず、陽光や星の光は自然に透過している。障壁との境の地形は底が見えないほど深く抉り取られている。また、内部は外部に比べ時間が6分の1ほどの早さ（ただし4話の時計の秒進行は4分の1であった）で進むため、物語冒頭では外部の世界と12年分の時間差（遅れ）が生じている。一般の住民は緩やかな精神支配を受けており、幽閉状態に疑問を抱かず、大戦以前の記憶は改ざんされ、空中都市の出現・消滅等もあまり気にせず日常生活を営む。物語中盤では更に強化され、上空一面にドーレムが常駐していても気がつかなくなっていた。次第にムーリアンに変化し奏者となるものもいる。
MU軍総督である麻耶が、綾人をバーベム卿と財団から守るために「TOKYO JUPITER」を発動させた。
「TOKYO JUPITER」の名称・設定は小松左京原作の映画『さよならジュピター』『首都消失』に因んでおり、劇中に両作のポスターが映るシーンがある。
TERRA（テラ）
MU問題に対処するために組織された地球連合の対MU戦略研究機関。ネーミングはエスペラント語の"TERENO EMPIREO RAPIDMOVA REAKCII ARMEO"（最高天特区機動軍）より。作戦部、情報部、科学部の3部門がある（劇場版にはこれに戦術部が加わる）。ラーゼフォンを得た後の組織目的は功刀の言ではD1（ドーレム）の殲滅が最優先目的で、人命救助の為の機関ではない。また八雲によれば基本は専守防衛とのこと。本部は九州沖のニライカナイの内海側の円錐状の建物で、空母や潜水艦、有人・無人の戦闘機隊等の武装を有する。構成員の大半が日本人なため、TERRA内部では基本的に日本語が使われるが、地球連合内では公用語としてエスペラント語を使用する（TERRAのネーミングもこれを反映させたことによる）。
ニライカナイ
九州沖にある根来（にらい）島とその横に建設された海上実験都市の神至（かない）市とを総称した呼び方。根来島には六道や樹、功刀の家や逆神隠しの祠が、神至市側にはTERRA本部や商業施設や集合住宅、内海には神殿を含むネリヤ遺跡がある。
本来のニライカナイとは沖縄に伝承として伝わる理想郷のことだが、本作のものは同じ呼び名を持つ架空の島である。
ラーゼフォン
TOKYO JUPITER地下の世音神殿にある卵から生まれた謎の巨大ロボット兵器。通称5A。TOKYO JUPITERから脱出した後はTERRAの兵器として使用される。非戦闘状態では頭部脇についている羽が顔を隠しており、綾人が乗ると同時に目を覆うバイザーが収納され、赤い目が開眼される。非出撃時はニライカナイ内海のネリヤ神殿内の水柱の中に佇んでいる。さまざまな正体不明の武器を使い（ゲーム版である『蒼穹幻想曲』や『スーパーロボット大戦MX』では武器の名前は明記されていた）、その圧倒的な力と生物的なデザインは、ロボットというより巨神に近い。劇中では使用法がわからずTERRA内で綾人を乗せて実験なども行われた。綾人の意識に呼応して赤い目が額に隠れ“真実の目”が現れる。第25楽章にて久遠に「時間が物質化した神にして、数多の世界の放浪者」「世界を安定させ、調和させる調律者」と称される。
奏者がイシュトリと一体化し、神の心臓（ヨロテオトル）へ至る事で、人間の形をした宛ら天使のような外見の真聖ラーゼフォンへと姿を変える。この形態を蒼穹幻想曲では「アヤトゼフォン」と呼ぶ。MUとの決戦の際、大切な人（＝遙）を守る事を決めた綾人が神の心臓へと至り、真聖ラーゼフォンに覚醒。しかしその圧倒的な力は綾人の意思に反してTERRAとMUの双方を壊滅させてしまう。その後、同じく覚醒したクオンゼフォンとの最終決戦を経て、世界の調律を果たした。
ベルゼフォン
過去にネリヤ遺跡から発掘され、亘理によってバーベムに移管されていた黒い卵から生まれたもう一体のゼフォン。ラーゼフォンと対をなす存在であり、久遠が目覚めさせ搭乗する。アニメではベルゼフォンとしては登場せず、第25楽章にて初めてその姿を見せた時には既に真聖（蒼穹幻想曲にて「クオンゼフォン」と呼ばれる）に至った状態であった。男性型で白い羽を持つアヤトゼフォンとは対照的に女性型であり、黒い羽と触覚を持つ。最終局面にて久遠と融合し、対となる真聖ラーゼフォン（アヤトゼフォン）と死闘を繰り広げ、一時はアヤトゼフォンを追い詰めるものの、綾人の心が失った真実を取り戻した事で反撃に転じたアヤトゼフォンに敗れ、世界は綾人の望む形へと調律された。
漫画版と『蒼穹幻想曲』のバーベム傾向編では真聖に至らず登場。元の姿はラーゼフォンを全体的に黒くしたようなデザインであり、漫画最終巻のカバーや蒼穹幻想曲のパッケージにも描かれている。漫画版では綾人に絶対的絶望を与える事で調律の主導権をラーゼフォンから奪うべく、麻弥が奏者となって搭乗。ラーゼフォンの腕をもぎ取るなど一時は圧倒したが、真聖ラーゼフォンには太刀打ち出来ず、最後はMUの世界諸共消滅した。
蒼穹幻想曲のバーベム傾向編では綾人が調律を拒んだため、久遠が搭乗してラーゼフォンと激闘を繰り広げる。しかし綾人の必死の説得により久遠が投降し、最後はラーゼフォンと共に卵に戻った。また、アニメ準拠編ではTV版では描かれなかったクオンゼフォンへと変異する瞬間が描かれる。
ヴァーミリオン
バーベム財団から供与された、ラーゼフォンに酷似したシルエットを持つ巨大ロボット兵器。
全身は軟質外装で覆われており、内装と外装の間にはゼリー状の気密調整用液体が注入されている。携行火器のバウスガザルはレールガンと波動光弾の発振機を備え、光弾は岩礁1つを軽く消し飛ばし、レールガンはドーレムを一掃射で撃破する力を持っているが、その反面障壁を持たず防御はきわめて脆弱。
コクピットはTERRAや地球連合軍の戦闘機、晨星2型に酷似しており訓練さえ積めば特殊な力が無くても操縦することが可能。第20楽章では量産されており、α小隊によって運用されていた。
その実態は第15楽章に登場した泥人形であり、外装内にバーベムの屋敷と同じ力場を発生させることで、その形状を維持している。ドーレムを模して作られた地球製ドーレムとも言うべき存在。何らかの理由でラーゼフォンが調律に使用できなくなった際に使う「保険」であったようだが、久遠からは「穢れた鏡」と評されている。エルフィ機を除いて全滅し、かろうじて生還したエルフィ機も、装甲から素体が覗けるほどに損傷がひどく、最終的に乗り捨てられる。なお、ヴァーミリオン（朱色）に塗装されていたのはエルフィ機のみ。
シュバルツァー
ヴァーミリオンの発展型。全身のカラーは黒で、頭部以外はヴァーミリオンに酷似している。MUとの最終決戦において6機が投入された（全て一色真と全く同じ姿をしたクローンが操縦している）。強化型バウスガザルで海域丸ごとドーレムを蒸発させるなどヴァーミリオン以上の活躍を見せたが、やはり防御は脆弱。
ドーレム
MUが操る巨大兵器。破壊音波やビーム砲などの強力な武装、物理法則を無視した飛行能力や瞬間移動能力、そして強力な障壁を持ち、通常兵器では歯が立たない。ドーレムはMU側の呼称であり、TERRAではD1と呼ぶ。ドーレムには必ず目元を隠した顔がついており、出現時に口から「D1アリア」と呼ばれる固有の音紋を持つ歌のようなものを発し、その「歌」でTERRAはD1の襲来を確認する。
奏者（パイロット）による思考制御で動き、ドーレムが損傷すると奏者も傷つく。そしてドーレムが破壊されると奏者も死亡する。
なお、名称は音楽用語に由来する。
メトロノーム
TOKYO JUPITER内の空中を浮遊し複数存在するドーレム。侵入者があると攻撃してくる。全長90メートル。
メゾフォルテ
ダウンフォール作戦後に出現したドーレム。音叉に似た形状をしており、強力なビームを発射する。なお音叉の開口部は任意で閉じられる模様。全長78メートル。
アレグレット
劇中一番多く登場するドーレム。巨大な羽をもつフォルム。額部分からプラズマ破光を発射する。最終的には三輪と同調、エルフィに倒される。全長58メートル。
フォルテシモ
左右非対称のフォルムをもつ。口の部分から高周波を発する。全長56メートル。
わけも分からぬままラーゼフォンに乗った綾人を引き止めるべく出撃し、最初に倒された。
グラーベ
弦楽器のような形状をしている。水中を超高速で移動し、無数の触手を伸ばして金属を侵食する攻撃を行う。連合軍がラーゼフォンを押収した隙を突いてニライカナイに襲来するが、勝手に起動してもどってきたラーゼフォンに破壊され、連合軍によって残骸が回収された。全長110メートル。
リタルダンド
オーロラと共に出現する。物体を地面の下に沈下させる能力がある。かつて8つの都市とキム・ホタルの両親を含む600万の人々を消滅させた。そのキム・ホタルによってD1アリアを解析すれば次の出現地点を予測できることが判明、綾人はその予測にしたがってリタルダンドを待ち伏せ、キムの両親の仇を討った。全長120メートル。
フォルツァンド
移動要塞のような役割を果たす超巨大ドーレム。雲の中に潜み、体内からドーテムを発進させ、プラズマ雲を作り出す。全長4700メートル。
スフォルツァンド
巨大な氷樹のようなドーレム。破壊されたフォルツァンドの核が、クリスマスイブに樹と喧嘩して街をさまよっていた小夜子を取りこんで成長したもの。気候を操り南の島ニライカナイに大寒波を起こした。全長290メートル。
ラルゲット
太平洋上でα小隊とラーゼフォンと交戦した。光線を発射して攻撃する。ラーゼフォンとα小隊の連携攻撃により撃破される。全長100メートル。
ビバーチェ
流線型の形状をしたドーレム。頭部に天使の輪のようなリングを持つ。ラーゼフォンの口に管（ドーレム結石）を突っ込み、綾人を幻覚攻撃で操ろうとした。全長115メートル（リング含まず）。
ファルセット
キノコ状のドーレム。胴体が開くと内部にもう一体が潜んでおり、その二体目がラーゼフォンを飲みこもうとしたが破壊された。残る「外側」は撤退したが、後に東京にもどってきて暴走したラーゼフォンに倒され、奏者は綾人の眼前で消滅した。全長120メートル。
アルペジオ
衛星軌道上に出現したドーレム。月を背後に久遠と綾人に麻弥からのメッセージを伝えた。全長は計測不能。
アルペジオ自体はラーゼフォンにあっさりと破壊されたが、メッセージを受けた久遠は勝手な行動を始め、ニライカナイを出てしまった。
オルタネート
2体に分離して攻撃をしかけてくるドーレム。2体で敵を包囲し、合わせ鏡のような異空間を作り出すことが出来る。また異空間内で撃った弾は予期しない方向から自らに戻ってくるという仕組み。ラーゼフォンとヴァーミリオンが封じ込められるがイシュトリが操作するラーゼフォンによって倒される。しかしそれによって綾人とエルフィの関係は悪化。綾人がこの結末を嫌ったためラーゼフォンは時間を巻き戻し、二巡目では異空間が生成される前にヴァーミリオンが倒した。
ヴィブラート
既にムーリアンと化していた浩子と同調したドーレム。フードを被ったような姿をし、足に当たる部分の突起で攻撃する。何も気付かぬ綾人のラーゼフォンと戦闘、というよりほぼ一方的に破壊されながら、電光掲示板やテレビなどに隠していた浩子の本心を流し続けた。綾人がそれに気づいたのはヴィブラートを破壊した後であり、当然浩子は既に死亡していた。全長37メートル。
スタッカート
麻弥や久遠に付き添う赤と青の一対の小型ドーレム。全長2.35メートル。
ラルゴ
人類を、そして功刀を裏切ってムーリアンとなった九鬼が操るドーレム。ドーレム中最大級の都市並みの大きさを誇り、下部に無数のプラズマビーム発射口を備える。その強大な力で各都市を壊滅させ、ニライカナイに迫るが、単身島に残った功刀のジュピター自爆攻撃を受け消滅した。全長2600メートル。
オブリガート
守が操るドーレム。ドーレムの中でも最強クラスの戦闘能力を誇る。戦闘の際にはブリランテに乗る。ドーレムでは唯一男性的なデザインであり、また唯一D1アリアを発しなかった。全長54メートル。
綾人個人を浩子の仇と付け狙い、最後の戦いでは真聖ラーゼフォンの腹部から強引に台座（コクピット）を引き抜くが、既に綾人はラーゼフォンと融合していたために姿は無く、そのまま真聖ラーゼフォンに撃破された。
ブリランテ
台座のような形をしたドーレム。オブリガートを乗せて飛行する。高速で飛行する上に口から衝撃波を発し、「台座」といえども侮れない力を持つ。全長（と言うより全幅）65メートル。
ドーテム
MUの尖兵とも言える小型兵器。無数に出現し、上部の球面スリットからビームを放って攻撃を仕掛けるが防御は脆弱で、TERRAや国連軍の通常兵器でも対抗できる。TERRA側の呼称はD2。全長25メートル。

ムーリアン
異次元であるMU世界由来の人々を指し、こちら側に物理的な身体を持つ青い血の人間と、身体は異次元に在り、直接触れられない存在の2種類が登場する。後者がこちら側にも物理的に存在するにはドーレムか人間に同調する必要がある。人間への同調はMU-Phase（エム・ユー・フェイズ）という遺伝子変化が起きた後に血色が青色に変化し、その後人格が乗っ取られ、記憶が整理・改竄される。麻弥を女王とする女系支配を敷いている。体のどこかに特殊な形のアザがある。
最終決戦において国連軍と相打ちの形になり、麻弥一人を残して絶滅した。
リーリャ・リトヴァク
TERRA所属の特務航空母艦で全長465メートル。2隻の空母（左舷側旧称アレクセイ・サロマーテン、右舷側旧称リーリャ・リトヴァク）を合体させ、艦首中央に電磁カタパルトを有する。元々TERRAは同組織に所属していたイワン・コジェドゥーブ級航空母艦2番艦アレクセイ・サロマーテンに重力場カタパルトを取り付けTDDU装着機に対応する予定であったが、技術的問題により頓挫。その結果、電磁カタパルト採用のため、ロシア海軍で試験中であった同3番艦リーリャ・リトヴァクを急遽購入し、2隻の間にカタパルトを備えることで問題の解決をみたという経緯がある。オーバーロード作戦ではTOKYO JUPITERを脱した遙と綾人を収容し、ニライカナイへ搬送する。ドーレム部隊との交戦で中破し、行動不能のところを覚醒した綾人が放った波動に巻き込まれ消滅した。α小隊の乗機、晨星2型も本艦の艦載機である。艦名は第二次世界大戦当時のソ連の女性パイロット、リディア・リトヴァクとその愛称「リーリャ（百合）」にちなんだもの。また左アレクセイ・サローマティン（アレクセイ・ソロマチン）は彼女の上官であり、恋人であったとも言われている。
晨星2型（しんせいにがた）
TERRAが保有する最新鋭戦闘機。なお「しんせい」は俗称であり、正式には「チェンシン」と呼ぶ。ステルスボディと3次元ベクタードノズルを備え、圧倒的な性能を誇る。TDDUを装着すれば絶対障壁の突破も可能であり、実際オーバーロード作戦にもエルフィ・ハディヤット中尉の機体が投入され唯一帰還を果たした機体ともなっている。本機体は名前の通り中国軍が開発したものであったが、ロシアから購入したSu-47用の飛行制御プログラムを用いている。しかしそのプログラムはモンキーモデルであったため開発は難航。そのままロシアに売却され、そこでプログラムの入れ替えが行われ本来の性能が発揮できるようになったという設定がある。操縦席を機体中央に備えた1型と従来通り操縦席を機首に備え、透明キャノピーを採用した2型が存在した。だがI型の操縦席は操縦性が劣悪だったため晨星の仕様は2型に統一。また操縦席をピンポイントで狙撃する新型ミサイルへの対抗措置として結果的に不透過の防御型キャノピーを装備する事となった。そしてTERRA仕様のものはさらにエンジンをロールスロイス製に換装するなど細部に改修を加えほぼ別物となっている。劇中では主にα小隊が使用していたがドーレム相手にはまったく歯が立たず、ヴァーミリオン配備と同時に使われなくなった。だが第25楽章においてヴァーミリオンを破壊されたハディヤット中尉が使用しTDDUによる攻撃を仕掛け、オブリガート以外の全ドーレムを殲滅する大戦果を挙げるが、直後に真聖ラーゼフォンの放ったエネルギー波によって中尉と共に最期をとげた。全長28m。
ティターニァMk.IIb
BAA社が開発した地球連合軍航空部隊の主力戦闘機。TERRAにも配備されているが徐々に晨星への機種転換が進んでいる。本機は本来、攻撃と防御の双方に対応した強力なレーザー機銃と新型複合エンジンの搭載により、亜音速から極超音速までのあらゆる速度で行動可能な全く新しい戦闘機として開発が進められていた。だがレーザー機銃とエンジンの開発が難航したためレーザー機銃を廃し、通常のエンジンを積んだ戦闘機として一応の完成をみた。しかしながらその性能は主力機となるに十分なもので、特に格闘戦においては晨星に勝るとも劣らない性能を持つ。そのためか劇中においてはジャン・パトリック・シャプラン大尉がα小隊においてただ一人本機を使用している。だが劇中では「黒塗りの晨星」程度の扱いで大した活躍もせず、ヴァーミリオン配備後大尉が使用することはなかった。全長25m。
エーリアルMk.IIb
BAA社が開発したVTOL攻撃機。TDDUを装着可能で、TERRAではエンジンを切った状態でのピンポイント降下が諜報部員の隠密活動に役立つという理由により採用されている。劇中においては主に紫東遙大尉が使用し、第一楽章の前において大尉がTOKYO JUPITERに潜入する際にも用いられている。またTV版最終楽章、劇場版の終盤において遙が真聖ラーゼフォンとなった綾人に会いに行く際に使用され、2体のラーゼフォンの覚醒により消滅した。なお劇中で使われているエーリアルは複座型でTERRAにおいてはエーリアルB-Ia型と呼ばれている。
F-2c改
MU総督府の監理する首都防衛軍が保有する戦闘機。愛称は極光改。大きなウイングレットを備えたデルタ翼が特徴。一時はF-16ベースの機体も考えられていたが、技術的に国産案が可能であることが強固に主張され、現在の形となった。また当初はエンジンのみ国産ではなかったが、TOKYO JUPITER出現後はエンジンも国産のものに換装され、F-2c改と呼ばれるようになった。時間の経過が遅れている東京では最新鋭機であったが、対ドーレム戦を想定して開発された国連の最新鋭機には歯が立たず、次々と撃ち落されていった。劇場版ではTOKYO JUPITER出現時にも登場し、こちらは航空自衛隊所属であったが、MUのドーテムやドーレムに多数が被撃墜されている。なお首都防衛軍保有の機体はグレイ、自衛隊所属機体は実機同様洋上迷彩に塗装されている。

## スタッフ
- 原作 - BONES、出渕裕
- 監督 - 出渕裕
- 監督補佐 - 増井壮一、京田知己
- キャラクターデザイン - 山田章博
- アニメーションキャラクター - 菅野宏紀
- メカニックデザイン - 佐藤道明、佐山善則
- デザインワークス - 武半慎吾
- アートコンセプト - 宮武一貴
- アニメーションディレクター - 佐野浩敏
- メカニカル作画監督 - 竹内志保
- 美術監督 - 東潤一
- 美術補 - 森川篤
- 色彩設計 - 中山しほ子
- 撮影監督 - 大庭直之
- デジタルワークス - 磯光雄
- 音響監督 - 鶴岡陽太
- 音楽 - 橋本一子
- 音楽プロデューサー - 石川吉元
- 音楽制作 - ビクターエンタテインメント
- 設定考証 - 金子隆一、野崎透
- デザイン協力 - 神宮寺一
- アニメーション制作 - ボンズ
- 制作 - ラーゼフォン製作委員会、フジテレビジョン
- アシスタントプロデューサー - 堀内麻紀
- プロデューサー - 南雅彦、永田勝治、佐々木史朗、川上大輔、春名剛生

## 主題歌・挿入歌
オープニングテーマ「ヘミソフィア」
作詞 - 岩里祐穂 / 作曲・編曲 - 菅野よう子 / 歌 - 坂本真綾
エンディングテーマ「夢の卵」「yume no tamago」（English Version）
作詞・作曲・編曲 - 橋本一子 / 歌 - 橋本一子・橋本まゆみ（現：橋本眞由己）
挿入歌「カトゥンのさだめ」
作詞・作曲・編曲・歌 - 橋本一子

## 各話リスト
| 話数       | サブタイトル                                         | 脚本       | 絵コンテ          | 演出     | キャラ作画監督             | 放送日         |
| ---------- | ---------------------------------------------------- | ---------- | ----------------- | -------- | -------------------------- | -------------- |
| 第1楽章    | 首都侵攻 - OVER LORD -                               | 出渕裕     | 出渕裕            | 京田知己 | 菅野宏紀                   | 2002年 1月21日 |
| 第2楽章    | 神人（しんじん）目覚める - AWAKENING -               | 高山文彦   | 安藤真裕          | 安藤真裕 | 伊藤嘉之                   | 1月28日        |
| 第3楽章    | 二人の街 - Welcome to our town -                     | 桐生祐狩   | 岡村天斎          | 横山彰利 | 富岡隆司                   | 2月4日         |
| 第4楽章    | 自分の時計 - Watch the year hand -                   | 榎戸洋司   | 村木靖            | 村木靖   | 斎藤恒徳                   | 2月18日        |
| 第5楽章    | ニライカナイ - On Earth As It Is In Heaven -         | 榎戸洋司   | 京田知己 坂本郷   | 佐藤育郎 | 菅野宏紀 長谷部敦志        | 2月25日        |
| 第6楽章    | 消滅都市 - Lost Songs Forgotten Melodies -           | 大河内一楼 | 横山彰利          | 横山彰利 | 水畑健二                   | 3月4日         |
| 第7楽章    | 集まる日 - Phantom In The Cloud -                    | 大河内一楼 | 村木靖            | 村木靖   | 伊藤嘉之                   | 3月11日        |
| 第8楽章    | 凍る聖夜 - The Dreaming Stone -                      | 榎戸洋司   | 岡村天斎          | 京田知己 | 富岡隆司                   | 3月18日        |
| 第9楽章    | 時の祠 - SANCTUARY -                                 | 會川昇     | 河森正治          | 佐藤育郎 | 逢坂浩司 小森高博 堀川耕一 | 3月25日        |
| 特別編集版 | 翼の記憶 - Memory -                                  | -          | -                 | -        | -                          | 4月9日         |
| 第10楽章   | 追憶のソナタ - War In The rememberance -             | 桐生祐狩   | 安藤真裕          | 安藤真裕 | 斎藤恒徳                   | 4月16日        |
| 第11楽章   | 虚邪回路 - NightMare -                               | 小中千昭   | 京田知己          | 京田知己 | 水畑健二                   | 4月23日        |
| 第12楽章   | 黒い卵 - Resonance -                                 | 小中千昭   | 横山彰利          | 横山彰利 | 伊藤嘉之                   | 4月30日        |
| 第13楽章   | 人間標本第1号 - Sleeping Beauty -                    | 大河内一楼 | 岡村天斎          | 佐藤育郎 | 入江泰浩                   | 5月7日         |
| 第14楽章   | 鏡の中の少年 - Time After Time -                     | 大野木寛   | 安藤真裕          | 安藤真裕 | 逢坂浩司 小森高博 堀川耕一 | 5月21日        |
| 第15楽章   | 子供たちの夜 - Child Hood's End -                    | 磯光雄     | 磯光雄            | 磯光雄   | 菅野宏紀                   | 5月28日        |
| 第16楽章   | 他人の島 - The Moon Princess -                       | 大野木寛   | 京田知己          | 京田知己 | 斎藤恒徳                   | 6月4日         |
| 第17楽章   | 迷宮への帰還 - Ground Zero -                         | 小中千昭   | 増井壮一          | 増井壮一 | 水畑健二                   | 6月11日        |
| 第18楽章   | 蒼き血の絆 - The Memory Of A Lost City -             | 小中千昭   | 横山彰利          | 横山彰利 | 小平佳幸                   | 6月18日        |
| 第19楽章   | ブルーフレンド - Ticket to Nowhere -                 | 高山文彦   | 京田知己          | 入江泰浩 | 入江泰浩                   | 6月25日        |
| 第20楽章   | 綾なす人の戦い - Interested Parties -                | 榎戸洋司   | 安藤真裕          | 工藤進   | 桑名郁朗                   | 7月2日         |
| 第21楽章   | ゼフォンの刻印 - Good Bye My Friend -                | 大野木寛   | 増井壮一          | 佐藤育郎 | 菅野宏紀                   | 7月30日        |
| 第22楽章   | 木星消滅作戦 - Down Fall -                           | 大野木寛   | 京田知己 仕舞屋鉄 | 京田知己 | 伊藤嘉之                   | 8月6日         |
| 第23楽章   | ここより永遠（とわ）に - Where The Sweet Bird Song - | 大河内一楼 | 安藤真裕          | 安藤真裕 | 富岡隆司                   | 8月13日        |
| 第24楽章   | 調律への扉 - Twin Music -                            | 小中千昭   | 横山彰利          | 横山彰利 | 水畑健二                   | 8月20日        |
| 第25楽章   | 神の不確かな音 - Deus Ex Machina -                   | 小中千昭   | 増井壮一          | 増井壮一 | 斎藤恒徳                   | 8月27日        |
| 最終楽章   | 遙か久遠の彼方 - Time Enough For Love -              | 大野木寛   | 京田知己          | 京田知己 | 菅野宏紀                   | 9月10日        |

## 放送局
2002年7月中旬 - 8月上旬時点。
| 放送地域   | 放送局             | 放送期間                                        | 放送日時                              | 放送系列       | 備考                 |
| ---------- | ------------------ | ----------------------------------------------- | ------------------------------------- | -------------- | -------------------- |
| 関東広域圏 | フジテレビ         | 2002年1月21日 - 3月25日 2002年4月16日 - 9月10日 | 月曜 16:25 - 16:55 火曜 25:58 - 26:28 | フジテレビ系列 | 制作局               |
| 京都府     | KBS京都            | 2002年1月28日 -                                 | 月曜 25:25 - 25:55                    | 独立局         |                      |
| 兵庫県     | サンテレビ         | 2002年1月29日 -                                 | 火曜 24:40 - 25:10                    | 独立局         |                      |
| 福岡県     | テレビ西日本       | 2002年1月31日 -                                 | 木曜 16:28 - 16:58                    | フジテレビ系列 |                      |
| 北海道     | 北海道文化放送     | 2002年1月31日 -                                 | 木曜 26:05 - 26:35                    | フジテレビ系列 |                      |
| 中京広域圏 | 東海テレビ         | 2002年4月4日 - 9月26日                          | 木曜 16:00 - 16:30                    | フジテレビ系列 | 『特選アニメ劇場』内 |
| 高知県     | 高知さんさんテレビ | 2002年7月24日 -                                 | 水曜 15:30 - 16:00                    | フジテレビ系列 |                      |
| 山形県     | さくらんぼテレビ   | 不明                                            | 火曜 16:30 - 17:00                    | フジテレビ系列 |                      |
| 石川県     | 石川テレビ         | 不明                                            | 木曜 15:35 - 16:05                    | フジテレビ系列 |                      |
| 和歌山県   | テレビ和歌山       | 不明                                            | 金曜 18:30 - 19:00                    | 独立局         |                      |
| 滋賀県     | びわ湖放送         | 不明                                            | 土曜 23:00 - 23:30                    | 独立局         |                      |

## 劇場版
『ラーゼフォン 多元変奏曲』
2003年4月19日に松竹系で公開されたアニメ映画。テレビアニメ版の総集編に当たるが、ストーリーおよび設定が大幅に変更されている。
- 総監督 - 出渕裕
- 監督 - 京田知己
- 音楽 - 橋本一子

エンディングテーマ「tune the rainbow」
作詞 - 岩里祐穂 / 作曲・編曲 - 菅野よう子 / 歌 - 坂本真綾

## CD
全てビクターエンタテインメントより発売。

### サウンドトラック
全て音楽の橋本一子によるもの。
- 『ラーゼフォン O.S.T.1』 （2002年5月2日）
- 『ラーゼフォン O.S.T.2』  （2002年6月21日）
- 『ラーゼフォン O.S.T.3』 （2002年8月21日）
- 『ラーゼフォン 多元変奏曲 O.S.T.』 （2003年4月23日）
- 『ラーゼフォン CD-BOX』 （2007年）

### CDドラマ
- 『ラーゼフォン サウンド・ドラマ』 （2002年9月4日）

本編中には語られなかった2月14日、バレンタインデーのエピソード。本編の雰囲気をぶち壊すハチャメチャな展開と普段からは到底考えられない登場人物達の暴走ぶりで描かれるドタバタコメディである。

## ゲーム
『ラーゼフォン 蒼穹幻想曲』
2003年8月7日バンダイより発売。PlayStation 2用ソフト。開発は株式会社シェード。
限定版にはOVA（オリジナルビデオアニメーション）『彼女と彼女自身と』を始めとした、特典映像DVDが付属。
綾人を操作するアドベンチャーパートと、ラーゼフォンを操作する戦闘パートで構成されている。
選択肢によって綾人がMUに味方したりと、原作とは異なるストーリーを楽しむことができる。
スーパーロボット大戦シリーズ
『スーパーロボット大戦MX』
2004年5月27日バンプレストより発売。PlayStation 2用ソフト。オマージュ元の『勇者ライディーン』と共演。
2005年12月29日には『スーパーロボット大戦MX ポータブル』としてPSPに移植されている。
『スーパーロボット大戦Scramble Commander the 2nd』
2007年11月1日バンプレストより発売。PlayStation 2用ソフト。

## 書籍

### 漫画
ラーゼフォン（全3巻）
（原作：BONES・出渕裕、作画：百瀬武昭、発行：小学館〈サンデーGXコミックス〉）
コミカライズ版であり、アニメの原作ではない。世界観の設定などはアニメ版と共通するが、「アニメとコミックは似て非なるもの」「別物になっても構わないからある程度自由にやってOK」という出渕の意向により、ほとんどの登場人物の性格や設定が大きく異なっており（女性キャラについては容姿も大きく変わっている）、アニメ版とは異なる作品と見られることが多い。特に大きな改変は、玲香が綾人の幼馴染として描かれ、遙に代わってヒロインに据えられている点である。また、アニメは2027年〜2028年が舞台だが、こちらは2033年となっているなどの細かい設定の差異もある。難解な構成だったアニメ版と比較すると判り易い内容となっている。
全3巻という事もあり、展開は早い。前半の流れこそアニメに近いが、後半からはバーベムなどは登場しないため、綾人と玲香の恋と死を主軸とした、アニメ版とは全く異なる物語となっている。作者は1巻の巻頭で「家族」と「幸せ」がテーマであると語っていた。また、作者の趣味で女性キャラのパンツがよく出る。

### 小説
ラーゼフォン（全5巻）
（原作：BONES・出渕裕、著：大野木寛、出版社：メディアファクトリー）
TVアニメ版のノベライズ。ただし、綾人が遙より一年先輩だったりする点、ヴァーミリオン、シュバルツァーそしてオブリガートがラーゼフォンの「代役」として開発されたことになっているなど、設定がTVアニメ本編とは若干変更されている。
また、説明不足だった本編を補足するべく説明や改変が追加され、特にクライマックスの「調律」に至る過程は大幅に変更されている。
ラーゼフォン 夢見る卵
（原作：BONES・出渕裕、著：大野木寛、出版社：メディアファクトリー）
TVアニメ版の番外編的なサイド・ストーリーを収録した短編集。
- 序章・眠り姫

少年時代の樹と、当時まだ眠っていた久遠の出会い。以降の章は眠り続ける久遠が見る夢として描かれる。
- 第一章・13月のギムナジウム

第15楽章前後、幼少期の一色と小夜子に焦点を当てたエピソード。
- 第二章・わたしの青い鳥

八雲のキムとの出会いと、彼の過去を描く。
- 第三章・シンデレラの聖夜

遙の大学時代。樹との恋と別れを描く。
- 第四章・夜のピアノ

三輪視点で描かれるMU大戦以前のエピソード。本編では一切語られなかった功刀との関係も明かされる。
巻末の対談にて出淵は、ゲーム版での「三輪と九鬼が交際している」という自分の本来の構想と反する設定に対する個人的なリベンジと語っている。
- 第五章・カトゥンの定め

中学時代の綾人と遙の出会いと二人の恋が始まるまでのエピソード。
- 最終章・そして、はじまりと終わり

全ての夢を終え、久遠が長き眠りから醒める形で小説は終わる。
ラーゼフォン 時間調律師
（原作：BONES・出渕裕、著：神林長平、出版社：徳間デュアル文庫）
原作の設定を基にしたシェアワールド・ノベル。内容や登場人物は大幅に異なるが、綾人・浩子・守の三角関係とその悲劇的な結末という要素だけは残されている（本作では、世界調律後も浩子と守の死だけは変更も救済もされていない）。

### 画集
山田章博の世界 〜ラーゼフォン アートワークス〜
（2003年7月7日、発行：ソフトバンクパブリッシング） ISBN 4-7973-2316-7
キャラクターデザインの山田章博による人物設定画集。
画集ラーゼフォン
（2003年4月18日、発行：メディアファクトリー） ISBN 4-8401-0744-0

## DVD、Blu-ray
DVD
- 「ラーゼフォン a prelude〜前奏曲〜」、発売日：2002年3月29日
- 「ラーゼフォン 1」、発売日：2002年5月31日
- 「ラーゼフォン 2」、発売日：2002年6月28日
- 「ラーゼフォン 3」、発売日：2002年7月26日
- 「ラーゼフォン 4」、発売日：2002年8月30日
- 「ラーゼフォン 5」、発売日：2002年9月27日
- 「ラーゼフォン 6」、発売日：2002年10月25日
- 「ラーゼフォン 7」、発売日：2002年11月22日
- 「ラーゼフォン 7」、発売日：2002年12月20日
- 「ラーゼフォン 9」、発売日：2003年1月24日
- 「ラーゼフォン 多元変奏曲　前売券付スペシャルDVD」、発売日：2003年3月7日
- 「ラーゼフォン 多元変奏曲 ＜初回限定生産＞」、発売日：2003年9月25日
- 「ラーゼフォン 多元変奏曲 ＜通常版＞」、発売日：2003年9月25日
- 「ラーゼフォン DVD-BOX」、発売日：2007年3月23日
  - TVアニメ「ラーゼフォン」 第1楽章〜最終楽章（全26話）
  - 「劇場版ラーゼフォン 多元変奏曲」

Blu-ray
- 「ラーゼフォン Blu-ray BOX」、発売日：2011年2月23日
  - TVアニメ「ラーゼフォン」 第1楽章〜最終楽章（全26話）
  - 「劇場版ラーゼフォン 多元変奏曲」